# 패럿
패럿(farad, 기호: F)은 전기용량의 국제 단위다. 영국의 물리학자 마이클 패러데이의 이름을 따서 지어졌다. 화학에서 당량과 관련되어 쓰이는 다른 단위인 패럿(또는 패러데이 상수, 96500 쿨롱)과 혼동될 여지가 있으나 다른 물리량이다.

## 정의
1 볼트의 전위차를 걸어 주었을 때 1쿨롱의 전하를 대전시키는 축전기의 전기 용량이다.
국제단위계의 다른 단위로 다음과 같이 나타낼 수 있다.
{\displaystyle {\text{F}}={\dfrac {\text{C}}{\text{V}}}={\dfrac {{\text{A}}{\cdot }{\text{s}}}{\text{V}}}={\dfrac {\text{J}}{{\text{V}}^{2}}}={\dfrac {{\text{W}}{\cdot }{\text{s}}}{{\text{V}}^{2}}}={\dfrac {{\text{N}}{\cdot }{\text{m}}}{{\text{V}}^{2}}}={\dfrac {{\text{C}}^{2}}{\text{J}}}={\dfrac {{\text{C}}^{2}}{{\text{N}}{\cdot }{\text{m}}}}={\dfrac {{\text{s}}^{2}{\cdot }{\text{C}}^{2}}{{\text{m}}^{2}{\cdot }{\text{kg}}}}={\dfrac {{\text{s}}^{4}{\cdot }{\text{A}}^{2}}{{\text{m}}^{2}{\cdot }{\text{kg}}}}={\dfrac {\text{s}}{\Omega }}={\dfrac {1}{\Omega {\cdot }{\text{Hz}}}}={\dfrac {{\text{s}}^{2}}{\text{H}}},}

## 설명
축전기는 일반적으로 플레이트라고 하는 두 개의 전도성 표면으로 구성되며, 일반적으로 유전체라고 하는 절연층으로 분리된다. 최초의 축전기는 18세기에 개발된 라이덴병(Leyden jar)이었다. 정전용량을 발생시키는 것은 플레이트에 전하가 축적되는 것이다. 최신 축전기는 다양한 제조 기술과 재료를 사용하여 구성되어 펨토패럿부터 패럿까지 전자 응용 분야에 사용되는 매우 광범위한 정전 용량 값을 제공하며 최대 전압 정격은 수 볼트에서 수 킬로볼트에 이르다.
축전기 값은 일반적으로 패럿(F), 마이크로패럿(μF), 나노패럿(nF) 및 피코패럿(pF)으로 지정된다. 밀리패럿(mF)은 실제로는 거의 사용되지 않는다. 예를 들어, 4.7mF(0.0047F)의 정전용량은 4700μF로 대신 표시된다. 나노패럿(nF)은 북미에서는 흔하지 않는다. 시중에서 판매되는 축전기의 크기는 약 0.1pF ~ 5000F(5 kF) 슈퍼커패시터이다. 고성능 집적 회로의 기생 용량은 펨토패럿(1 fF = 0.001 pF = 10−15 F) 단위로 측정할 수 있는 반면, 고성능 테스트 장비는 수십 아토패럿(1 aF = 10−18 F) 정도의 정전용량 변화를 감지할 수 있다.
0.1pF 값은 전자 설계에서 일반적으로 사용되는 축전기에서 사용할 수 있는 가장 작은 값이다. 더 작은 값은 다른 구성 요소, 배선 또는 인쇄 회로 기판의 기생 커패시턴스에 의해 지배되기 때문이다. 1pF 이하의 정전 용량 값은 두 개의 짧은 절연 전선을 함께 꼬아서 얻을 수 있다.
지면에 대한 지구 전리층의 정전용량은 약 1 F로 계산된다.

## 같이 보기
- 축전기
- 전기 용량